# Підгаєцький Володимир Володимирович
Володи́мир Володи́мирович Підгає́цький (нар. 5 (18) лютого 1914, Благовєщенськ, нині Амурської області, Росія — пом. 1991) — український учений у галузі зварювального виробництва. Доктор технічних наук (1965). Професор (1973). Заслужений діяч науки УРСР (1984). Лауреат Сталінської премії (1952).

## Біографія
Народився в сім'ї лікаря Володимира Підгаєцького. 1941 року закінчив Київський індустріальний інститут (нині Національний технічний університет України «Київський політехнічний інститут»). Отримав направлення в Іжевськ на завод мотоциклів. Оскільки для інженера-зварника тоді роботи за фахом там майже не було, тому працював начальником підвідділу відділу технічного контролю.
Навесні 1942 року Підгаєцький добровільно пішов в армію. У військових таборах набув артилерійських навичок. Від липня 1942 року перебував на фронті в складі 107-ї гаубично-артилерійської бригади великої потужності. Брав участь у боях під Єльнею, Дорогобужем, Смоленськом. У складі Третього Білоруського фронту воював у Прибалтиці та Пруссії.
Нагороджений орденом Червоної Зірки, медалями «За відвагу», «За взяття Кенігсберга», «За перемогу над Японією».
З 1 лютого 1946 року працював в Інституті електрозварювання імені Євгена Патона НАН України. 1953 року захистив кандидатську дисертацію, 1964 — докторську. 1973 року надано звання професора.
1952 року разом із групою вчених і виробничників Підгаєцькому присуджено Сталінську премію третього ступеня (за 1951 рік) — за розробку та широке впровадження серії флюсів для автоматичного зварювання (керівник роботи — професор Костянтин Любавський).

## Сім'я
Кандидат технічних наук Віталій Колісник згадував:
Коли повертався з відряджень, а мій керівник — професор Володимир Підгаєцький — хворів, то приходив до нього додому зі звітом. Довелося спостерігати, як дружина шефа разом зі своєю матір'ю безперервно опікають дитину — Роксаночку. Майже кожної хвилини на дитя сипалися незліченні настанови. Мене це вразило, про що й сказав шефу. Але він нічого не зміг вдіяти зі своїми близькими. Роксана закінчила школу, але надалі ні вчитися, ні працювати не змогла. Коли професор помер, вона залишилася без засобів існування і покінчила з життям.

## Праці
- Підгаєцький В. В. Флюси для механізованого електрозварювання. — К.: Державне видавництво технічної літератури УРСР, 1961. — 134 с.
- Подгаецкий В. В. Неметаллические включения в сварных швах. — Москва; Киев: Машгиз, 1962. — 84 с.
- Подгаецкий В. В., Люборец И. И. Сварочные флюсы. — К.: Техніка, 1984. — 167 с.
- Подгаецкий В. В., Кузьменко В. Г. Сварочные шлаки: Справочное пособие. — К.: Наукова думка, 1988. — 253 с.